# Thomas Dörschel
Thomas Dörschel (geb. 1964 in Leipzig) ist ein deutscher Pianist, Arrangeur und Komponist.

## Leben
Thomas Dörschel, der seit 1988 in Berlin lebt, zeichnete zwischen Juni 1994 und Juli 2003 für den Großteil der Arrangements und CD-Einspielungen für den deutschen Chansonnier Tim Fischer verantwortlich. In dieser Zeit war er musikalischer Leiter bei allen großen Tim-Fischer-Projekten. Er trat mit Tim Fischer in insgesamt über eintausend Konzerten in Deutschland, Frankreich (1997) und den USA (1999) auf. Er arrangierte und hatte die musikalische Leitung bei der Uraufführung des Georg-Kreisler-Stückes Adam Schaf hat Angst 2002 am Berliner Ensemble und trat damit auch beim Wiener Theatertreffen 2003 auf.
Im Jahr 2002 schuf er die Filmmusik für den unter der Regie von Werner Schroeter produzierten französischen Film Deux mit Isabelle Huppert in einer Doppelrolle. 2005 folgte die CD Nachtschwärmer (VielliebRekords) des Projekts Dana Mhon gemeinsam mit Thomas Stapel.
Seit 2004 konzentriert sich Thomas Dörschel auf Kammermusik (Werke von Schostakowitsch, Strawinsky, Prokofjew, Beethoven, Schubert, Mozart, Ravel, Mihaud, eigene Werke etc.) Konzerte mit dem Berliner Geiger Theodor Flindell.
Seit Januar 2018 erneute Zusammenarbeit mit dem deutschen Chansonnier Tim Fischer. Am 15. Januar 2018 war die Premiere des neuen Programms Die alten schönen Lieder am Theater Münster.

## Diskographie
Mit Tim Fischer:
- Na so was (1994)
- Duette (1995)
- Chansons (1995)
- Lieder eines armen Mädchens (1996)
- Aus blauem Glase (1997)
- Live auf der Reeperbahn (1998)
- Songs against AIDS (1999)
- Baby Boy (1999)
- Romeo’s Seance (2000)
- Walzerdelirium (2001)
- Die alten schönen Lieder (2019)
- Glücklich (2024)

Mit Dhana Mhon:
- Nachtschwärmer (2005)